# Nyikolaj Jevgenyjevics Szolovcov
Nyikolaj Jevgenyjevics Szolovcov (oroszul: Николай Евгеньевич Соловцов; Zajszan, Kazah SZSZK, 1949. január 1.) orosz hivatásos katona, vezérezredes, 2001–2009 között az Orosz Fegyveres Erők Hadászati Rakétacsapatainak parancsnoka volt.
A Kazah SZSZK keleti részén, a Kelet-kazahsztáni területen fekvő Zajszan városban született. 1966–ban kezdte meg tanulmányait Rosztovban, a Nyegyelin marsallról elnevezett 2. sz. katonai műszaki főiskola automatizált vezetés-irányítási rendszerek szakán, melyet 1971-ben fejezett be. Tanulmányai befejezése után beosztott műszaki tisztként kezdte meg hivatásos katonai szolgálatát. 1973-tól az egyik rakétaezred indítási csoportjának parancsnokának nevezték ki. 1984-ben a Barnaulban állomásozó rakétahadosztály parancsnoka lett. E minőségében közreműködött az első Topol ballisztikusrakéta-rendszerek 1985-ben kezdődött hadrendbe állításában. 1989-ben Orenburgba vezényelték, ahol a 31. rakétahadsereg első parancsnok-helyettese lett és egyúttal vezérőrnaggyá léptették elő.
1991-ben elvégezte a Szovjet Fegyveres Erők Vezérkarának akadémiáját, majd 1992 novemberében a Csitában állomásozó 53. rakétahadsereg parancsnokává nevezték ki. 1994-ben lett az orosz Stratégiai Rakétacsapatok főparancsnokának első helyettese. Közben, 1993-ban altábornaggyá, majd 1995-ben vezérezredessé léptették elő.
1997-től az orosz Hadászati Rakétacsapatok Nagy Péter nevét viselő Katonai Akadémiájának parancsnoka volt, 2001-ben pedig a Hadászati Rakétacsapatok főparancsnokává nevezték ki.
2009 januárjában töltötte be 60. életévét, ami a vezérezredesi rendfokozat esetén a hivatásos katonai szolgálat felső korhatára, ezt követően évenkénti szerződésben lehet meghosszabbítani a szolgálati időt. Szolvocov esetében is sor került a hosszabbításra, ám 2009 augusztusában kérte nyugdíjazását.
Szolovcov a Stratégiai Rakétacsapatok főparancsnokaként többször nyilatkozott az orosz–amerikai leszerelési tárgyalásokkal kapcsolatba, azt az álláspontot képviselve, hogy Oroszország nem csökkentheti nukleáris robbanófejeinek számát 1500 alá.
Szlovocov utóda addigi első helyettese, Andrej Svajcsenko lett.
Több mint 30 tudományos munka szerzője. Közülük a legjelentősebbek az Osznovi taktyiki RVSZN (Stratégiai Rakétacsapatok harcászatának alapjai, 1998), a Tyeoretyicseszkije osznovi upravlenyija (Az irányítás elméleti alapjai, 1998) és az Osznovi otyecsesztvennovo i zarubesznovo vojennovo iszkussztva (A hazai és külföldi hadművészet alapjai, 1988) című könyvei.
Nős, felesége Tatjana Konsztantyinovna Szolovcova. Két fia van, Jevgenyij (1969) és Valerij (1971).

## Külső hivatkozások
- Komandujuscsij RVSZN genyerel Szolovcov uhogyit v otsztavku, NEWSru.com, 2009. augusztus 3. (oroszul)
- Nyikolaj Szolovcov életrajza (oroszul)